# San Pedro Carchá
San Pedro Carchá est une ville du Guatemala.